# Giorgio Vismara
Giorgio Vismara (11 de enero de 1965) es un deportista italiano que compitió en judo. Ganó una medalla en el Campeonato Mundial de Judo de 1991, y tres medallas en el Campeonato Europeo de Judo entre los años 1989 y 1992.
Participó en los Juegos Olímpicos de Barcelona 1992, donde finalizó decimotercero en la categoría de –86 kg.

## Palmarés internacional
| Campeonato Mundial | Campeonato Mundial     | Campeonato Mundial | Campeonato Mundial |
| Año                | Lugar                  | Medalla            | Categoría          |
| ------------------ | ---------------------- | ------------------ | ------------------ |
| 1991               | Barcelona (España)     | Medalla de bronce  | –86 kg             |
| Campeonato Europeo |                        |                    |                    |
| Año                | Lugar                  | Medalla            | Categoría          |
| 1989               | Helsinki (Finlandia)   | Medalla de bronce  | –86 kg             |
| 1991               | Praga (Checoslovaquia) | Medalla de plata   | –86 kg             |
| 1992               | París (Francia)        | Medalla de bronce  | –86 kg             |